# دون تريب
كريستوفر دون والاس (بالإنجليزية: Christopher Don Wallace) ويعرف أكثر باسم دون تريب، هو مغني راب أمريكي.

## روابط خارجية
- دون تريب على موقع ميوزك برينز (الإنجليزية)
- دون تريب على موقع أول ميوزيك (الإنجليزية)
- دون تريب على موقع ديسكوغز (الإنجليزية)